# 鄭定公
鄭定公(？—前514年)，姬姓，名寧，為春秋諸侯國鄭國君主之一，是鄭國第十八任君主。他為鄭簡公子，在位16年。他统治期间，楚平王太子建因受到诬陷，逃到郑国，郑定公建议他求助晋国，他却和晋国执政大臣中行寅合谋想夺取郑国，事泄，郑定公将太子建杀死。
《東周列國志》稱楚國令尹囊瓦逃鄭後，伍子胥以為楚昭王也在鄭國，便威脅鄭定公，鄭定公歸咎於囊瓦，逼囊瓦自殺。
| 前任： 鄭簡公 | 春秋鄭國君主 前529年—前514年 | 繼任： 鄭獻公 |